# Asunción Nochixtlán
Asunción Nochixtlán (del Náhuatl: Nochiztli, tlan ‘Grana o cochinilla, lugar de’‘Lugar de la grana o cochinilla’) o en mixteco Ñuu Anduco (‘Pueblo viejo de la tierra negra’) es una ciudad del estado mexicano de Oaxaca, localizada en la Región Mixteca. Es cabecera del distrito de Nochixtlán y del municipio de Asunción Nochixtlán.

## Historia

### Época prehispánica
La ciudad tiene su origen en los antiguos asentamientos de la cultura mixteca. Según la historia oral y los códices mixtecos, el llamado Viejo Nochixtlán fue fundado alrededor del año 909 d. C. por el dirigente Ndazahuidandaa como una guarnición militar para proteger el valle de la Mixteca Alta. Este asentamiento permaneció habitado hasta el año 1521 o 1522 (año "3 casa 4 conejo" del calendario mixteco), cuando epidemias de cólera, peste, sarampión y viruela, algunas traídas por los conquistadores, diezmaron a la población, lo que resultó en su abandono.

### Época colonial
En 1524, el conquistador Hernán Cortés entregó la zona de Nochixtlán como encomienda a Pedro de Maya. Posteriormente, en 1527, Francisco de Orozco y un grupo de 59 mixtecos refundaron el asentamiento bajo el nombre de Asunción Nochixtlán, en honor a la Virgen de la Asunción. En 1563, por órdenes del virrey, se congregó a los indígenas de los alrededores en este nuevo asentamiento.
Durante el periodo colonial, Nochixtlán se destacó como un importante centro comercial, gracias al cultivo de la grana cochinilla (*Dactylopius coccus*), un parásito del nopal utilizado para producir un tinte rojo de gran demanda en Europa. Esta actividad económica generó riqueza en la región y consolidó a Nochixtlán como un punto estratégico en el camino de Puebla hacia la ciudad de Oaxaca.

### SiglosXIXyXX
En 1812, durante la guerra de Independencia de México, las tropas insurgentes de José María Morelos ocuparon Nochixtlán como parte de su campaña hacia Oaxaca. Posteriormente, en 1863, en las cercanías de la población, las tropas de Porfirio Díaz y Félix Díaz derrotaron a una brigada de soldados belgas durante la Intervención Francesa.
Tras la Independencia de México, Nochixtlán fue constituido como cabecera municipal y en 1858 se le designó cabecera distrital. Durante la Revolución mexicana, su ubicación estratégica la convirtió en un centro de operaciones militares entre los ejércitos revolucionarios y los "soberanistas" oaxaqueños.
El 7 de octubre de 1884, Nochixtlán fue elevada a la categoría de Villa; en 1984, a la de Pueblo; y finalmente, en 2008, el Congreso de Oaxaca le otorgó el estatus de ciudad.

## Economía
Históricamente, la economía de Nochixtlán estuvo marcada por el comercio de la grana cochinilla, cultivada desde la época prehispánica y explotada ampliamente durante la colonia. Este tinte natural se convirtió en un producto de exportación clave para la región, atrayendo riqueza y consolidando la posición de Nochixtlán como un importante centro comercial.
La economía de Asunción Nochixtlán se caracteriza por su estrecha conexión con las comunidades rurales circundantes, que desempeñan un papel crucial en el sustento económico local. Estas comunidades contribuyen principalmente a través de actividades agrícolas, artesanales y el comercio en los mercados regionales, como el tradicional tianguis semanal, donde se intercambian productos agrícolas, textiles y alimentos típicos.
Un factor clave en la economía de Nochixtlán y sus alrededores es la recepción de remesas provenientes del extranjero, enviadas por migrantes mixtecos que han emigrado principalmente a los Estados Unidos en busca de mejores oportunidades laborales. Estas remesas representan una fuente importante de ingresos para muchas familias locales, permitiéndoles mejorar su calidad de vida y mantener actividades económicas, como la agricultura y la producción artesanal.
La dependencia de estas divisas extranjeras ha dado lugar a un patrón económico donde gran parte del consumo local está vinculado a estos recursos. Las remesas se utilizan para cubrir necesidades básicas, educación, mejoras en las viviendas y en algunos casos, para invertir en pequeños negocios familiares.
Además, las comunidades rurales circundantes sostienen la economía primaria de Nochixtlán mediante el cultivo de productos como maíz, frijol, calabaza y nopales, esenciales para el consumo local y regional. También destacan actividades como la producción de mezcal y el trabajo artesanal, en especial los textiles de lana y los productos elaborados con grana cochinilla, que conservan técnicas tradicionales y generan ingresos adicionales.
Si bien la economía local enfrenta desafíos, como la migración y la limitada generación de empleos locales bien remunerados, las comunidades rurales y las remesas extranjeras continúan siendo pilares fundamentales que sostienen la actividad económica de Nochixtlán. Este flujo constante de divisas extranjeras permite mantener una economía resiliente, aunque también subraya la necesidad de diversificar las fuentes de ingreso para un desarrollo más sostenible.

## Cultura
Nochixtlán conserva una rica herencia cultural mixteca, visible en sus tradiciones, lengua, gastronomía y celebraciones religiosas. Su identidad cultural es el resultado de una mezcla única de influencias, donde predominan las raíces indígenas mixtecas, combinadas con elementos introducidos durante la época colonial.
La fiesta patronal en honor a la Virgen de la Asunción, celebrada cada 15 de agosto, es un claro ejemplo del sincretismo cultural que caracteriza a la región, donde se entrelazan prácticas religiosas indígenas, como las ceremonias agrícolas y la veneración a la Madre Tierra, con rituales católicos traídos por los colonizadores españoles.
La lengua mixteca sigue siendo hablada en comunidades cercanas, preservando el legado ancestral de la región. Esta lengua, conocida como tu’un savi (‘palabra de la lluvia’), refleja la profunda conexión de los habitantes con su entorno natural y su cosmovisión indígena. Aunque con el tiempo se han adoptado elementos del español, muchas tradiciones orales, como relatos históricos y mitos, permanecen vivas en mixteco.
Además, las raíces de Nochixtlán también se ven en la gastronomía local, que mezcla técnicas ancestrales con ingredientes traídos durante la colonización. Platos como el [[mole negro]], las [[tlayudas]] y los tamales de chepil destacan por el uso de ingredientes indígenas, como el maíz, el cacao y los chiles, combinados con especias introducidas por los españoles.
El legado cultural de Nochixtlán no solo se manifiesta en sus tradiciones, sino también en las actividades cotidianas de sus habitantes, como la elaboración de textiles y artesanías. Estas actividades, realizadas con técnicas que datan de la época prehispánica, demuestran la resiliencia de una comunidad que ha sabido mantener sus costumbres a pesar de los cambios históricos.
La mezcla de estas influencias, aunque marcada principalmente por la cultura indígena, refleja la historia viva de Nochixtlán como un crisol cultural en la Mixteca Alta. Este patrimonio sigue siendo una fuente de orgullo para sus habitantes y una ventana a la rica historia de Oaxaca.

### Cultura y Tradiciones
Asunción Nochixtlán es un epicentro cultural en la región Mixteca, donde las tradiciones ancestrales y las influencias coloniales se entrelazan para dar forma a su identidad. Una de las festividades más importantes es la fiesta patronal en honor a la Virgen de la Asunción, celebrada cada 15 de agosto. Durante esta celebración, la comunidad participa en procesiones religiosas, danzas tradicionales como la Danza de los Diablos y la Danza de los Rubios, así como actividades musicales con bandas de viento y marimbas.
La gastronomía local también es un atractivo importante. Los visitantes pueden disfrutar de platillos típicos como el mole negro, los tamales de chepil y las tlayudas, junto con bebidas como el tejate y el mezcal artesanal. Durante las festividades, ferias locales exhiben artesanías únicas, especialmente textiles de lana y productos elaborados con grana cochinilla, un tinte natural con una larga tradición en la región.

### Conflicto del 19 de junio de 2016
Asunción Nochixtlán fue el escenario de un importante conflicto social ocurrido el 16 de junio de 2016, que tuvo repercusiones nacionales e internacionales. Este enfrentamiento ocurrió entre las fuerzas de seguridad y manifestantes, incluyendo maestros de la Coordinadora Nacional de Trabajadores de la Educación (CNTE), en el marco de las protestas contra la Reforma Educativa implementada por el gobierno federal.
Algunas personas, incluido Daniel Cuevas Chávez, señalaron que el operativo para despejar la autopista federal Oaxaca-México el pasado 29 de junio fue una decisión tomada por los gobiernos estatal y federal, aunque reconocen que las autoridades perdieron el control durante el desalojo. Este hecho incrementó las tensiones y generó cuestionamientos sobre el manejo de la crisis por parte de las autoridades.
El conflicto dejó un saldo de 8 personas fallecidas y más de 100 heridas, incluidos civiles y elementos de las fuerzas de seguridad. La Comisión Nacional de los Derechos Humanos (CNDH) inició una investigación sobre el caso y emitió recomendaciones relacionadas con el uso excesivo de la fuerza y la atención a las víctimas. Este enfrentamiento sigue siendo un símbolo de las tensiones sociales y políticas en la región.

#### Desarrollo de los hechos
- Las fuerzas de seguridad, que incluían elementos de la Policía Federal y estatal, intentaron desalojar un bloqueo en la carretera federal Oaxaca-México.
- El enfrentamiento escaló rápidamente, resultando en 8 personas fallecidas y más de 100 heridas, incluidos civiles y agentes policiales.
- La comunidad denunció el uso excesivo de la fuerza por parte de las autoridades, mientras que estas argumentaron que respondieron a ataques armados.
- El conflicto generó una gran indignación a nivel nacional e internacional, lo que llevó a organismos como la Comisión Nacional de los Derechos Humanos (CNDH) a investigar los hechos y emitir recomendaciones.

#### Impacto
- El enfrentamiento dejó una profunda huella en la comunidad, generando desconfianza hacia las instituciones gubernamentales.
- Se establecieron mesas de diálogo entre el gobierno federal, estatal y la CNTE para atender las demandas de los maestros y de las familias afectadas.
- A pesar de los esfuerzos, las tensiones políticas y sociales persisten, reflejando los retos que enfrenta el país en términos de gobernabilidad y justicia social.

### Conflictos políticos recientes
En 2020, Lizbeth Victoria Huerta, presidenta municipal de Asunción Nochixtlán, fue señalada por presuntas irregularidades en el manejo de recursos públicos y actos de corrupción. Las acusaciones se intensificaron en 2021, cuando su administración estuvo en el centro de un caso mediático relacionado con la desaparición y posterior asesinato de la activista Claudia Uruchurtu Cruz, quien había denunciado irregularidades en el gobierno municipal.
Claudia Uruchurtu desapareció el 26 de marzo de 2021 después de participar en una protesta contra la administración de Victoria Huerta, lo que generó indignación a nivel nacional e internacional. El caso se convirtió en un símbolo de las denuncias de violencia política y corrupción en la región.
En mayo de 2021, Lizbeth Victoria Huerta fue detenida junto con otros funcionarios municipales, acusada de ser la autora intelectual de la desaparición forzada de la activista. Durante más de dos años, el proceso judicial atrajo la atención de organizaciones de derechos humanos, medios de comunicación y la sociedad civil, que exigían justicia y transparencia en el caso.
Liberación el 13 de diciembre de 2024
El 13 de diciembre de 2024, Lizbeth Victoria Huerta fue liberada después de que el tribunal determinara que no existían pruebas suficientes para mantener su culpabilidad en el caso. La resolución judicial generó nuevamente controversia y descontento, especialmente entre los familiares de Claudia Uruchurtu y diversas organizaciones de derechos humanos, quienes consideran la decisión como un acto de impunidad.
La liberación de Victoria Huerta ha sido percibida como un retroceso en la lucha contra la violencia política y la corrupción en Oaxaca. Diversos sectores han manifestado que el caso refleja las debilidades del sistema judicial mexicano, especialmente en la protección de activistas y defensores de derechos humanos en contextos de conflicto político.
El caso sigue siendo un símbolo de las tensiones estructurales y sociales que afectan a Asunción Nochixtlán y a la Mixteca Alta, dejando una profunda huella en la percepción de la gobernabilidad local y destacando la urgente necesidad de reforzar el Estado de derecho y la justicia en la región

### Alfredo Feliciano López Santiago
El actual presidente municipal de Asunción Nochixtlán es Alfredo Feliciano López Santiago. Asumió el cargo el 1 de enero de 2022 para el periodo 2022-2024, representando al Partido Acción Nacional (PAN). En las elecciones de junio de 2024, fue reelecto, esta vez bajo la bandera del partido Morena, obteniendo 3,480 votos, equivalentes al 32.6% de los sufragios.
Durante su gestión, López Santiago ha liderado varios proyectos de desarrollo local, como la ampliación de electrificación en diversas colonias y la construcción de sistemas de agua potable. Sin embargo, también ha enfrentado controversias. 
En mayo de 2024, la Auditoría Superior de la Federación (ASF) inició una investigación en su contra por presuntos actos de corrupción relacionados con la instalación del Centro Integral de Revalorización de Residuos Sólidos Urbanos (CIRRSU) en el municipio. Además, en agosto de 2024, fue señalado por supuestamente alterar evidencias relacionadas con los hechos violentos ocurridos en Nochixtlán el 19 de junio de 2016, lo que generó críticas por parte de víctimas y organizaciones de derechos humanos.
A pesar de las controversias, López Santiago ha mantenido su liderazgo en el municipio y continúa encabezando proyectos en beneficio de la comunidad. 

### Educación
La ciudad cuenta con instituciones educativas que van desde la educación básica hasta el nivel medio superior. Algunas escuelas han implementado programas para la preservación de la lengua mixteca, integrando la cultura indígena en el currículo escolar. Además, el Colegio de Bachilleres de Oaxaca (COBAO) brinda oportunidades de educación superior a jóvenes de la región.

### Lugares de Interés Turístico
- Iglesia de la Virgen de la Asunción: Un templo colonial que destaca por su arquitectura y por albergar obras de arte sacro.
- Restos arqueológicos mixtecos: Aunque muchos yacimientos no han sido explorados completamente, algunos sitios cercanos permiten apreciar la grandeza de la cultura mixteca.
- Paisajes naturales: Los valles y montañas de la región son ideales para actividades de ecoturismo y senderismo.

## Demografía
La población total de la ciudad de Asunción Nochixtlán de acuerdo a los resultados del Conteo de Población y Vivienda de 2005 realizado por el Instituto Nacional de Estadística y Geografía es de 10,815 habitantes, siendo de éstos 5,107 hombres y 5,708 mujeres; lo que la coloca en el lugar número 30 de las localidades más pobladas de Oaxaca.

## Localización
Asunción Nochixtlán se localiza en las coordenadas 17°27′26″N 97°13′30″O / 17.45722, -97.22500 y a una altitud de 2,080 metros sobre el nivel del mar, se localiza a una distancia aproximada de 100 kilómetros al noroeste de la ciudad de Oaxaca de Juárez y a 65 al sureste de Huajuapan de León, su principal comunicación es vía carretera con estas dos poblaciones, con la cual la enlaza la Carretera Federal 190, además de la Supercarretera Puebla-Oaxaca de la cual es un importante nodo de comunicación, esta carretera reduce su distancia a la capital del estado a 90 kilómetros, mientras que por la antigua carretera federal la distancia es de 130 kilómetros.